# Mustjärv, Läänemaa
Mustjärv är en sjö i västra Estland. Den ligger i Lääne-Nigula kommun i landskapet Läänemaa, i den västra delen av landet, 50 km sydväst om huvudstaden Tallinn. Mustjärv ligger 34 meter över havet. Den är 0,06 kvadratkilometer stor. Mustjärv är estniska för Svartsjön och är ett vanligt sjönamn i Estland (jämför Mustjärv). Denna sjö kallas även Turvaste Mustjärv där den främre delen refererar till en närbelägen by (som ligger på andra sidan gränsen till Harjumaa) med detta namn.   